# Paul Hirschfeld (Nationalökonom)

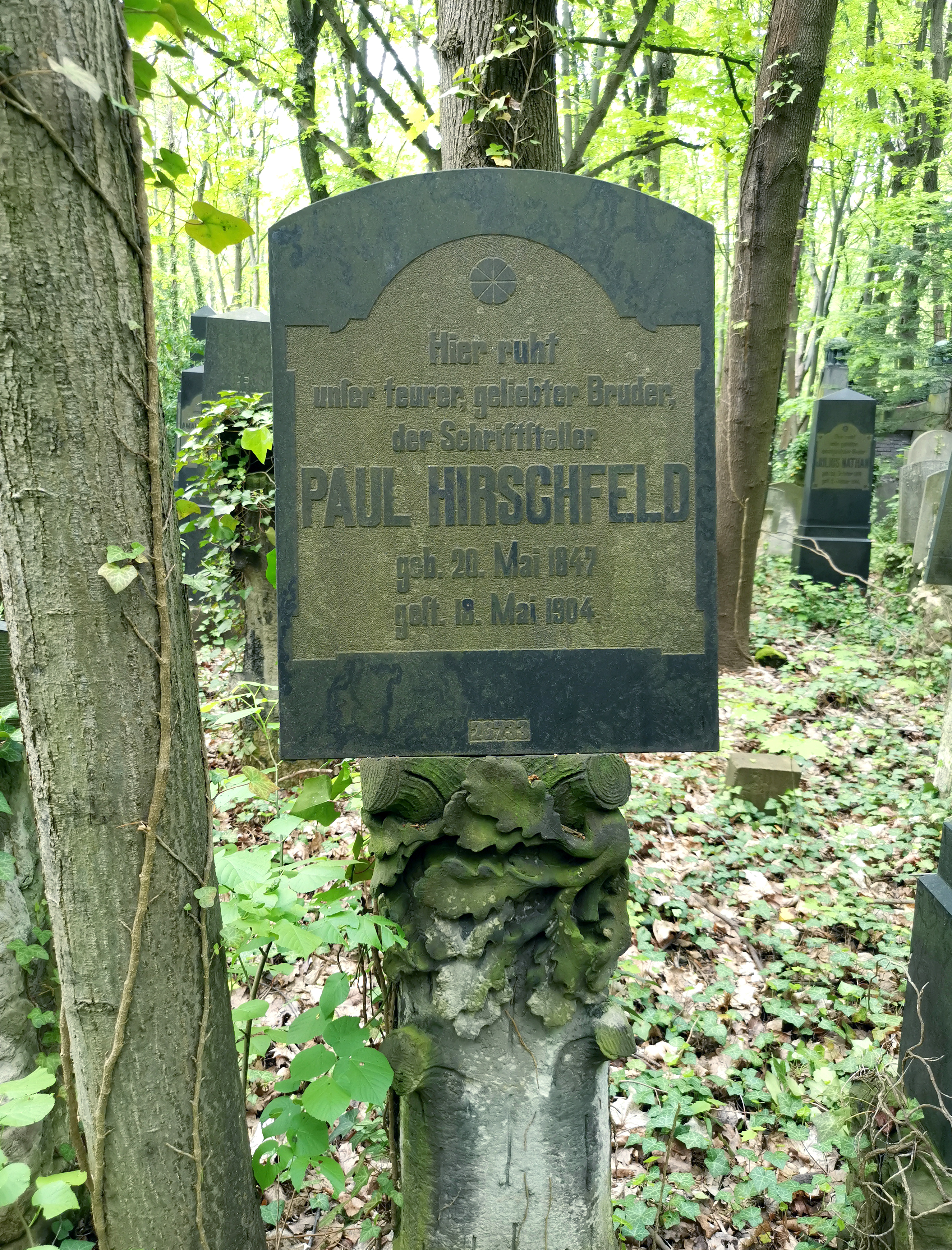
Grab auf dem Jüdischen Friedhof Berlin-Weißensee, Feld R 2

Paul Hirschfeld (geboren 20. Mai 1847 in Königsberg (Preußen); gestorben 18. Mai 1904 ebenda) war ein deutscher Journalist, Schriftsteller. und Nationalökonom.

## Leben
Über die ersten vier Jahrzehnte in Paul Hirschfelds Leben ist wenig bekannt. Er beschäftigte sich überwiegend mit Fragen der Kunst und Technologie, studierte und siedelte nach Berlin über.
Ab 1887 trat er mit Studien zu seinen jeweiligen Aufenthaltsorten und deren Umgebungen hervor. Dabei beschäftigte er sich vor allem mit der Geschichte und Entwicklung der Großindustrie und des Großhandels in Deutschland, veröffentlichte Monografien zu den wirtschaftlichen Entwicklungen 1887 zu Leipzig, 1889 zu Württemberg, 1891 zu Hannover und 1892 zu Altona.
Als sein Hauptwerk verfasste er eine umfangreiche Darstellung zu den Unternehmen Berlins; die drei Bände umfassende Monografie „Berlins Großindustrie“ erschien 1897 bis 1901 und erhielt „große Aufmerksamkeit.“

## Schriften (Auswahl)
- Leipzigs Großindustrie und Großhandel in ihrer Kulturbedeutung, mit einem Vorwort von Rudolf Wachsmuth, mit Abbildungen, Leipzig: Duncker & Humblot, 1887
- Hannovers Grossindustrie und Grosshandel. Abtheilung Hannover, Mit Unterstützung des Kgl. Oberpräsidiums und der Provinzialbehörden der Provinz Hannover hrsg. von der Deutschen Export-Bank Berlin, Leipzig: Duncker & Humblot, 1891; Digitalisat der Bayerischen Staatsbibliothek
- mit C. Louis Beck: Deutschlands Großindustrie und Großhandel, herausgegeben von der Deutschen Export-Bank, Berlin, gedruckt bei Julius Sittenfeld, 3 Bde., 1897–1901
  - Bd. 1: Abtheilung Leipzig, 1887
  - Bd. 2, Heft 1: Abtheilung Thüringen, mit Illustrationen, 1888
- Württembergs Grossindustrie und Großhandel, Leipzig: Duncker & Humblot, 1889
- Altonas Grossindustrie und Handel. Mit Unterstützung des Königlichen Commerz-Collegiums zu Altona, Berlin: Dr. Gergonne, 1892; Volltext-Digitalisat über die Staats- und Universitätsbibliothek Hamburg
- Schleswig-Holsteins Grossindustrie und Grosshandel, Berlin: Duncker & Humblot, 1894
- Berlins Groß-Industrie, 3 Bände, hrsg. von Robert Jannasch, Berlin: Pass & Garleb, 1897–1899; darin u. a.:
  - in Bd. 1: Allgemeine Elektricitäts-Gesellschaft in Berlin, mit einem Porträt Hirschfelds
  - Fr. Gebauer Charlottenburg und Barbarahütte Fr. Gebauer bei Neurode i. Schl., Maschinenfabrik für Textil-Industrie. Fr. Gebauer Charlottenburg und Barbarahütte Fr. Gebauer bei Neurode i. Schl., Maschinenfabrik für Textil-Industrie
    - Ergänzungs-Bd. 2, Berlin 1901:
      - Julius Pintsch. Abtheilung für die Konstruktion von Sauggas-Kraftanlagen, Berlin O., Andreas-Strasse 72/73
- Die neuesten Fortschritte in der Construction von Gaskraftanlagen der Fabrik von Julius Pintsch Wien IV., Schleifmühlgasse 1, Wien: Reissner, 1901
- Über die Kunst der Gobelinweberei. Zur Erinnerung an das 25jährige Bestehen der Berliner Gobelin-Manufaktur W. Ziesch & Cie. Berlin: Pass & Garleb, 1904